# Chad Scott
Chad Oliver Scott (Capitol Heights, 6 settembre 1974) è un ex giocatore di football americano statunitense che ha militato nel ruolo di cornerback nella National Football League.

## Biografia
Dopo avere giocato al college a football all'Università del Maryland, Scott fu scelto come 24º assoluto nel Draft NFL 1997 dai Pittsburgh Steelers. Vi giocò per sette stagioni con un massimo in carriera di 5 intercetti nel 2000 e nel 2001. Svincolato il 25 febbraio 2005, due mesi dopo firmò coi New England Patriots dove giocò nel 2005 e 2006, mentre nel 2007 passò l'intera annata in lista infortuni per un problema al ginocchio riportato nella prima settimana del training camp.

## Palmarès
- American Football Conference Championship: 1

New England Patriots: 2007

## Statistiche
| Tackle     | 406 |
| Sack       | 0,0 |
| Intercetti | 21  |